# Bühlen (Pillkallen)
Bühlen, litauisch Byliai, ist ein verlassener Ort im Rajon Krasnosnamensk der russischen Oblast Kaliningrad.
Die Ortsstelle befindet sich acht Kilometer ostnordöstlich von Dobrowolsk (Pillkallen/Schloßberg) an einem Weg, der bei der Ortsstelle des ehemaligen Dorfes Willuhnen von der Regionalstraße 27A-012 (ex R 509) nach Süden abzweigt.

## Geschichte

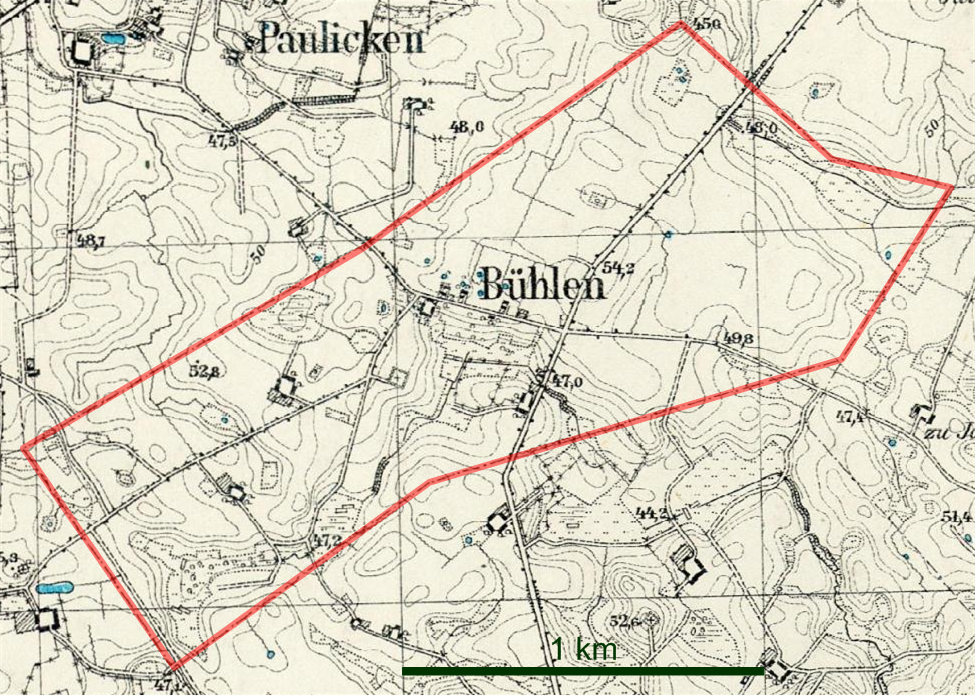
Die Landgemeinde Bühlen auf einem Messtischblatt von 1931

Um 1780 war Bühlen ein königliches Bauerndorf. 1874 wurde die Landgemeinde Bühlen in den neu gebildeten Amtsbezirk Willuhnen im Kreis Pillkallen eingegliedert. 1945 kam der Ort in Folge des Zweiten Weltkrieges mit dem nördlichen Ostpreußen zur Sowjetunion. Einen russischen Namen erhielt er nicht mehr.

### Einwohnerentwicklung
| Jahr | Einwohner |
| ---- | --------- |
| 1867 | 92        |
| 1871 | 88        |
| 1885 | 69        |
| 1905 | 63        |
| 1910 | 52        |
| 1933 | 53        |
| 1939 | 45        |

## Kirche
Bühlen gehörte zum evangelischen Kirchspiel Willuhnen.